# Pseudopanthera xantholeuca
Pseudopanthera xantholeuca là một loài bướm đêm trong họ Geometridae.